# Picco Korženevskaja
Il picco Korženevskaja (in russo Пик Корженевской, pik Korženevskoj o anche pik Evgenii Korženevskoj) è la terza vetta più alta tra le montagne del Pamir in Tagikistan. Prende il nome da Evgenija Korženevskaja, la moglie del geografo russo Nikolaj Leopol'dovič Korženevskij, che ha scoperto il picco nell'agosto 1910.
Si tratta di uno dei cinque picchi "Leopardo delle nevi" nel territorio dell'ex Unione Sovietica: il Korženevskaja, il picco Ismail Samani, il picco Ibn Sina, il Žeņiš Čokusu e il Khan Tengri (i primi tre si trovano in Tagikistan), legati all'assegnazione del Premio Leopardo delle nevi, la più alta onorificenza data agli alpinisti sovietici che hanno conquistato tutte e cinque le vette.

## Geografia
Il picco Korženevskaja ha un'altezza di 7105 m e si trova a circa 13 km a nord del picco Ismail Samani (ex pik Kommunizma), il punto più alto del Pamir. Esso costituisce la fine della forcella nord-occidentale della catena Akademii-Nauk (Accademia delle Scienze), la catena in direzione nord-sud, che costituisce il nucleo del Pamir. Sorge sulla riva sud del fiume Muksu, e ad ovest del picco c'è il ghiacciaio Fortambek. Mentre la maggior parte della catena Akademii-Nauk è nella provincia autonoma di Gorno-Badachšan in Tagikistan, il picco Korženevskaja si trova all'interno del distretto di Jirgatol nei distretti di Subordinazione Repubblicana.

## Storia alpinistica
Nel 1937 cinque alpinisti (Aleksandr F. Get'e, D. Guščin, N. Golofast, Irina Korzun e G. Prokudaev) aprirono la strada raggiungendo la cima inferiore, a 6910 m.
Il picco Korženevskaja fu scalato per la prima volta nel 1953 da una spedizione guidata da A. Ugarov; La squadra che arrivò in vetta il 22 agosto comprendeva Ugarov, B. Dimitriev, A. Gožev, A. Kovyrkov, L. Krasavin, E. Ryspaev, R. Sielidžanov e P. Skorobogatov. Si avvicinarono dal ghiacciaio Fortambek, verso il ghiacciaio Korženevskaja, e di lì per la cresta nord.
In parte perché richiesto per il Premio Leopardo delle nevi, il picco Korženevskaja è stato scalato molte volte; è la seconda cima più scalata tra le vette maggiori del Pamir, dopo il picco Lenin. Rendono possibile la scalata un campo base sulla morena del ghiacciaio Moskvin e l'accesso in elicottero. Il picco Korženevskaja è stato scalato da quasi tutti i versanti, con anche una ascesa invernale nel 1986; la maggior parte delle ascensioni son state fatte da alpinisti russi. Attualmente la via più seguita sale da sud e raggiunge la cresta di vetta dal versante ovest.

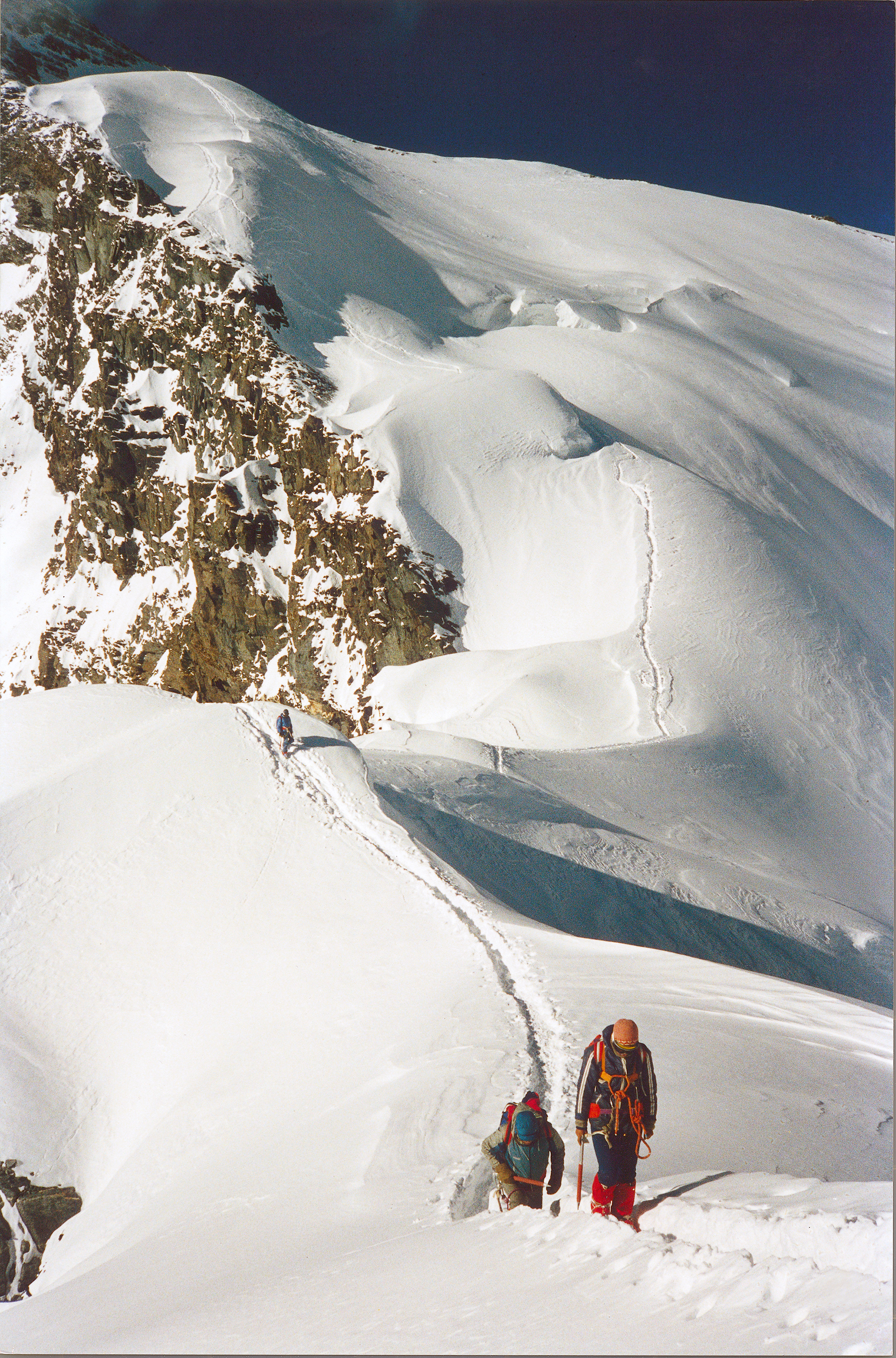
Discesa dal picco Korženevskaja. Jaan Künnap.